# ۴-اکتین
۴-اکتین (به انگلیسی: 4-Octyne) با فرمول شیمیایی C8H14 یک ترکیب شیمیایی با شناسه پاب‌کم 
۱۶۰۲۹ است؛ که جرم مولی آن ۱۱۰٫۲۰۰ گرم بر مول می‌باشد.